# Samuel Washington Woodhouse

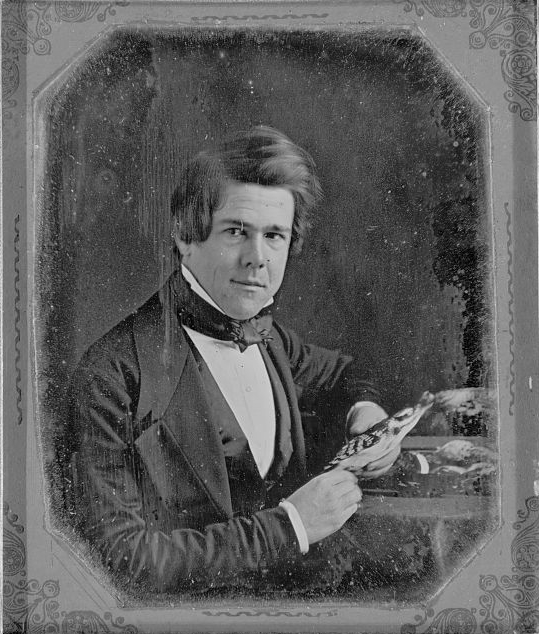
Samuel Washington Woodhouse (1847)

Samuel Washington Woodhouse (* 27. Juni 1821 in Philadelphia; † 23. November 1904 ebenda) war ein US-amerikanischer Arzt und Naturforscher.

## Leben
Samuel Washington Woodhouse wurde als Sohn von Captain Samuel und Matilda Roberts Woodhouse in Philadelphia geboren. Sein Großvater William Woodhouse war 1766 von Alnwick eingewandert.
Er besuchte private Schulen in Philadelphia und West Haven Connecticut. Bereits in jungen Jahren interessierte er sich für die Naturgeschichte und erhielt Zutritt zu den Beständen der 1812 gegründeten Academy of Natural Sciences of Drexel University in Philadelphia. Dort lernte er einige der bedeutenden Naturforscher, unter ihnen George Leib Harrison, Samuel Morton und Paul Beck Goddard, kennen. Zum Mitglied der Academy wurde er im Jahr 1845 gewählt. Anfang der 1840er Jahre arbeitete Woodhouse gemeinsam mit seinem Bruder auf einer eigenen Farm. Gleichzeitig forschte er für die Academy und legte eine Sammlung von Vögeln des Chester Countys an. Später studierte Woodhouse an der University of Pennsylvania Medizin und machte seinen Abschluss im Jahr 1847. Im Anschluss erhielt er eine Anstellung am Philadelphia Hospital.
Woodhouse wurde im Jahr 1849 zum Arzt und Naturforscher des U.S. Army Corps of Topographical Engineers's survey of the boundary of the Creek Nation in the Indian Territory ernannt. Die Forschungsgruppe unter Lorenzo Sitgreaves reiste in ihrer ersten Saison von Fort Gibson bis in die Nähe der heutigen Town Quay in Oklahoma, im zweiten Jahr unter der Führung von Isaac Carle Woodruff nach Westen bis in die Nähe der Dewey-Major Grenzlinie und zurück entlang des Canadian Rivers. Während beider Forschungsreisen sammelte Woodhouse zahlreiche Exemplare der Flora und Fauna der Region, darunter auch bisher unbekannte Arten. Einen Großteil seiner Sammlung übergab er der Academy of Natural Sciences of Drexel University, andere Teile der Smithsonian Institution und dem New York Botanical Garden.
Seine Beschreibungen der Pflanzen und Tiere finden sich in den Berichten von Sitgreaves und Woodruff und in den Papieren, die er für die Academy of Natural Sciences of Drexel University veröffentlichte. In seinen Aufzeichnungen finden sich zudem Informationen über die dort lebenden Indianer sowie Beobachtungen der Naturgeschichte, der Landschaft und des Klimas.
Woodhouse begleitete im Jahr 1851 die Expedition Sitgreaves zu den Zuñi am Zuñi River einem Nebenfluss des Little Colorado River. Dort wurde er von einer Klapperschlange gebissen, die er für seine Sammlung fangen und töten wollte. Zudem wurde er von einem Pfeil der Mohave am Bein getroffen. Auch andere Mitglieder der Exkursion wurden schwer verletzt, einige starben. Woodhouse erreichte Ende November das Camp Independence in der Nähe des Zusammenflusses des Gila Rivers mit dem Colorado River. Von dort reisten sie nach San Diego und San Francisco. Über Nicaragua reiste er zurück nach Philadelphia.
Er schloss sich im Jahr 1853 der Expedition von Ephraim George Squier nach Honduras an. Danach arbeitete er als Arzt in Philadelphia.
Im Jahr 1872 heiratete er Sara A. Peck, gemeinsam hatten sie zwei Kinder. Samuel Washington Woodhouse starb am 23. November 1904 in Philadelphia. Sein Grab befindet sich auf dem Saint James the Less Episcopal Churchyard in Philadelphia.

## Entdeckungen und Ehrungen

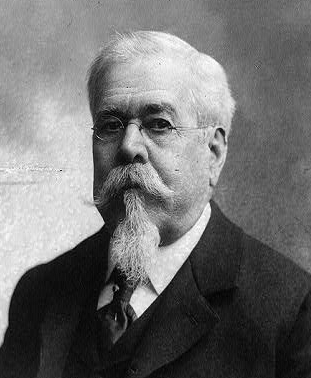
Samuel Washington Woodhouse (1895)

Samuel Washington Woodhouse entdeckte auf seinen Forschungsreisen viele bis dahin unbekannte Arten, unter ihnen die Desert pocket mouse Chaetodipus penicillatus, die Ord's kangaroo rat Dipodomys ordii oder das Aberthörnchen Sciurus aberti.
Spencer Fullerton Baird benannte den Singvogel Cyanocitta woodhousii nach ihm und Charles Frédéric Girard benannte eine Kröte Bufo woodhousii. Baird und Girard benannten zudem eine Schlange Nerodia woodhousii; diese Art war jedoch schon benannt und wurde in Nerodia erythrogaster umbenannt.
Eine weitere Schlange Tropidonotus woodhousii, später umbenannt in Nerodia erythrogaster transversa, wurde von Edward Hallowell nach ihm benannt und John Lawrence Le Conte benannte den Käfer Dicerca woodhousii, später Psiloptera drummondi, nach ihm.
Die Aster woodhousei wurde von Elmer Otis Wooton nach ihm benannt.